# River Keer
Der River Keer ist ein Fluss in Lancashire. Er entspringt westlich von Whittington am Docker Moor und fließt in westlicher Richtung bis zu seiner Mündung in die Morecambe Bay bei Carnforth.
Der Fluss ist die südliche Grenze der Arnside and Silverdale Area of Outstanding Natural Beauty.